# Конехос (окръг)
Окръг Конехос (на английски: Conejos County) е окръг в щата Колорадо, Съединени американски щати. Площта му е 3344 km², а населението - 8184 души (2017). Административен център е град Конехос.

## Градове
- Менаса